# Grön drilltangara
Grön drilltangara (Certhidea olivacea) är en fågel i familjen tangaror inom ordningen tättingar.

## Utbredning och systematik
Fågeln förekommer i Galápagosöarna, på öarna Santiago, Rábida, Pinzón, Isabela, Fernandina och Santa Cruz. Den behandlas som monotypisk, det vill säga att den inte delas in i några underarter.

### Familjetillhörighet
Liksom andra finkliknande tangaror placerades denna art tidigare i familjen Emberizidae. Genetiska studier visar dock att den är en del av tangarorna.

## Status
IUCN kategoriserar arten som sårbar.